# Blesk v ráji
Blesk v ráji (v anglickém originále Thunder in Paradise) je americký dobrodružný televizní seriál, jehož autory jsou Michael Berk a Douglas Schwartz. Vysílán byl v roce 1994 v syndikaci, celkem vzniklo 22 dílů. V Česku byl seriál vysílán od 6. července 1996 do 21. srpna 1996 na stanici Kabel Plus Film.

## Příběh
Hurikán Spencer a Bru Brubaker, dva bývalí příslušníci Navy SEALs, pobývají v přímořském resortu na pobřeží Floridy, ale ve skutečnosti působí jako žoldáci, kteří se svým futuristickým člunem bojují po celém světě se zločinci.

## Obsazení
- Terry „Hulk“ Hogan jako Randolph „Hurikán“ Spencer (v originále Randolph „Hurricane“ Spencer)
- Felicity Waterman jako Megan Whitakerová Spencerová (pouze pilotní film)
- Chris Lemmon jako Martin „Bru“ Brubaker
- Carol Alt jako Kelly LaRueová
- Patrick Macnee jako Edward Whitaker
- Ashley Gorrell jako Jessica Whitakerová Spencerová
  - v pilotním filmu hrála tuto roli jako host Robin Weisman